# ライアン・ブラックウェル
ライアン・ブラックウェル（Ryan Blackwell、1976年12月8日 - ）は、アメリカ合衆国・イリノイ州出身のプロバスケットボール選手、指導者である。ポジションはフォワード/センター。

## 来歴
高校時代はケビン・ガーネットの同級生であった。シラキュース大学卒業後、フランス、CBA、ポルトガル、イングランド、ウルグアイなどでプレー後、2006年に仙台89ERS入団。背番号は6番。2008年オフ退団。
2009年2月、大阪エヴェッサに入団。背番号は32に変更する。2010年オフ、現役を引退して大阪エヴェッサのヘッドコーチに就任。2010-11シーズンはプレイオフ・ファイナルズに進出して3位。2011-12シーズンはカンファレンスセミファイナルまで進出した後、同シーズン限りで退団。2012年11月1日、群馬クレインサンダーズのヘッドコーチ就任。就任時点で開幕8連敗を喫して未勝利のチームだったが、最終的に14勝をあげた。就任2シーズン目の2013-14シーズンは開幕直後より成績低迷し、2013年12月15日に解任された。